# Sarcocyphos
Sarcocyphos es un género de hepáticas perteneciente a la familia Gymnomitriaceae. Comprende 4 especies descritas y de estas, solo 2 aceptadas.

## Taxonomía
El género fue descrito por August Carl Joseph Corda y publicado en Naturalientausch 12: [Gen. Hepat.] 625. 1829[1829]. La especie tipo es: S. ehrhardtii Corda, nom. illeg. (=Jungermannia emarginata Ehrhart)  	

## Especies aceptadas
A continuación se brinda un listado de las especies del género Sarcocyphos aceptadas hasta marzo de 2015, ordenadas alfabéticamente. Para cada una se indica el nombre binomial seguido del autor, abreviado según las convenciones y usos.	
- Sarcocyphos emarginatus (Ehrh.) Spruce
- Sarcocyphos obcordata Berggr.